# Copa de baloncesto de Albania
La Copa de baloncesto de Albania (en albanés: Kupa e basketbollit e Shqipërisë) es un torneo de eliminación de baloncesto que se celebra anualmente en Albania. Fue creada en el año 1951.

## Palmarés
| - 1951 B.C. Partizani Tirana - 1952 Garnizoni i Tiranës - 1953 No se disputó - 1954 No se disputó - 1955 No se disputó - 1956 Durrësi - 1957 BC Vllaznia - 1958 BC Vllaznia - 1959 No se disputó - 1960 B.C. Partizani Tirana - 1961 PBC Tirana - 1962 PBC Tirana - 1963 PBC Tirana - 1964 No se disputó - 1965 Lokomotiva - 1966 BC Vllaznia - 1967 BC Vllaznia - 1968 BC Vllaznia - 1969 17 Nëntori - 1970 B.C. Partizani Tirana - 1971 17 Nëntori - 1972 B.C. Partizani Tirana - 1973 17 Nëntori - 1974 BC Dinamo Tirana - 1975 B.C. Partizani Tirana | - 1976 B.C. Partizani Tirana - 1977 17 Nëntori - 1978 PBC Tirana - 1979 BC Dinamo Tirana - 1980 B.C. Partizani Tirana - 1981 BC Vllaznia - 1982 B.C. Partizani Tirana - 1983 B.C. Partizani Tirana - 1984 B.C. Partizani Tirana - 1985 BC Vllaznia - 1986 BC Dinamo Tirana - 1987 B.C. Partizani Tirana - 1988 17 Nëntori - 1989 B.C. Partizani Tirana - 1990 B.C. Partizani Tirana - 1991 BC Dinamo Tirana - 1992 BC Dinamo Tirana - 1993 BC Dinamo Tirana - 1994 BC Vllaznia - 1995 B.C. Partizani Tirana - 1996 BC Vllaznia - 1997 Studenti Tirana - 1998 BC Vllaznia - 1999 BC Dinamo Tirana - 2000 PBC Tirana | - 2001 PBC Tirana - 2002 PBC Tirana - 2003 BC Valbona - 2004 BC Valbona - 2005 BC Valbona - 2006 BC Valbona - 2007 PBC Tirana - 2008 PBC Tirana - 2009 PBC Tirana - 2010 Studenti Tirana - 2011 PBC Tirana - 2012 PBC Tirana - 2013 BC Kamza Basket - 2014 BC Vllaznia - 2015 BC Vllaznia - 2016 BC Kamza Basket - 2017 PBC Tirana - 2018 PBC Tirana - 2019 BC Teuta - 2020 Goga Basket - 2021 BC Teuta - 2022 PBC Tirana - 2023 BC Teuta - 2024 PBC Tirana |

## Copas por club
| Club                  | Nº Copas | Años campeón |
| --------------------- | -------- | --- |
| PBC Tirana            | 20       | 1961, 1962, 1963, 1969, 1971, 1973, 1977, 1988, 2000, 2001, 2002, 2007, 2008, 2009, 2011, 2012, 2017, 2018, 2022, 2024 |
| B.C. Partizani Tirana | 16       | 1951, 1952, 1960, 1970, 1972, 1975, 1976, 1978, 1980, 1982, 1983, 1984, 1987, 1989, 1990, 1995                         |
| BC Vllaznia           | 12       | 1957, 1958, 1966, 1967, 1968, 1981, 1985, 1994, 1996, 1998, 2014, 2015                                                 |
| BC Dinamo Tirana      | 7        | 1974, 1979, 1986, 1991, 1992, 1993, 1999                                                                               |
| BC Kamza Basket       | 6        | 2003, 2004, 2005, 2006, 2013, 2016                                                                                     |
| BC Teuta              | 5        | 1956, 1965, 2019, 2021, 2023                                                                                           |
| Studenti Tirana       | 2        | 1997, 2010 |
| Goga Basket           | 1        | 2020 |